# St. Luzisteig
Die St. Luzisteig (Rätoromanisch Sogn Gliezi; ausgesprochen Son Liezi) ist ein Pass auf 713 m Höhe und verbindet im Kanton Graubünden als Hauptstrasse 414 das Weinbaustädtchen Maienfeld mit dem nördlichen Talort Balzers im Fürstentum Liechtenstein. Die Grenze zwischen Liechtenstein und der Schweiz verläuft südlich vor Balzers, von dessen Ortsmitte nur einen Kilometer und knapp 20 Höhenmeter entfernt liegend. Die Strasse wechselt bis dort zwei Mal vom Gemeindegebiet von Maienfeld auf dasjenige der Gemeinde Fläsch, deren eigene direkte Strassenverbindung zum Pass von der Armee erstellt wurde.

## Geschichte
Durch die Regulierung des Alpenrheins und den Bau von Brücken im 19. Jahrhundert hat der St. Luzisteig seine überörtliche Bedeutung verloren. Bahntrasse und Fernverkehrsstrassen wechseln seitdem zwischen Maienfeld und Ragaz vom rechten aufs linke Rheinufer.
Bis dahin verlief die Strassenverbindung von Chur zum Bodensee ausschliesslich auf der rechten Rheinseite und war daher auf den St. Luzisteig angewiesen. Diese Nord-Süd-Achse spielte in den grossen Auseinandersetzungen der europäischen Geschichte eine zentrale Rolle. Sie führte zu den Bündner Alpenpässen und war über Jahrhunderte das Tor zu Rätien. Die Strasse über «die Steig» ist als Teilstück der Römerstrasse von Bregenz (Brigantium) nach Chur (Curia Raetorum) auf der Peutingerschen Tafel aufgeführt. 
Der Name des Passes geht auf den Heiligen Luzius von Chur zurück, der in dieser Gegend missioniert haben soll und möglicherweise ursprünglich hier begraben war. Häufig wird (vor allem im Dialekt) der Name Luziensteig verwendet.

## Festung St. Luzisteig
An der nördlichen Pass-Kulmination liegt geschützt von einem alten Graben die historische Festung St. Luzisteig mit einem Torgebäude von 1702, die heute noch als Kaserne der Schweizer Armee genutzt wird. Die Festung blieb bis 1855 unverändert erhalten und wurde unter der Bauleitung von Gottlieb Heinrich Legler (1823–1897) umgebaut. Ein Malakoffturm (auch «Guschaturm» oder «Hungerturm») genannter Befestigungsturm steht am Weg zur Guscha, bei dem es sich jedoch um die redimensionierte Kopie eines Malakow-Turms handelt.
Infolge des Zweiten Weltkriegs wurde die Sperrstelle Luzisteig (Sperrstellen Nr. 1317) weiter ausgebaut. 1937 erfolgte der Bau von Tankbarrikaden und 1940/41 von Bunkern und Kavernen sowie 1942 der Artilleriestellung Römerstrasse.
Auf dem Gelände befindet sich ein Militärmuseum, in dem u. a. an die Rolle des Pferdes in der Schweizer Armee erinnert wird. 40 Jahre diente das Gelände den „Trainrekrutenschulen und -truppen“. Die Passstrasse führt über die ehemalige Zugbrücke durch das enge Tor und dann mitten durch die Festung.

### Festungsanlagen
- Torhaus 1703 ⊙
- Casematte D 1859 ⊙
- Casematte E 1859 ⊙
- Casematte F1 1859 ⊙
- Casematte F2 1859 ⊙
- Casematte F3 Batterie, später Schmiede 1917 ⊙
- Stallung Unterkunft 1880 ⊙
- Munitionsmagazin/Batterie Herzog 1859 ⊙

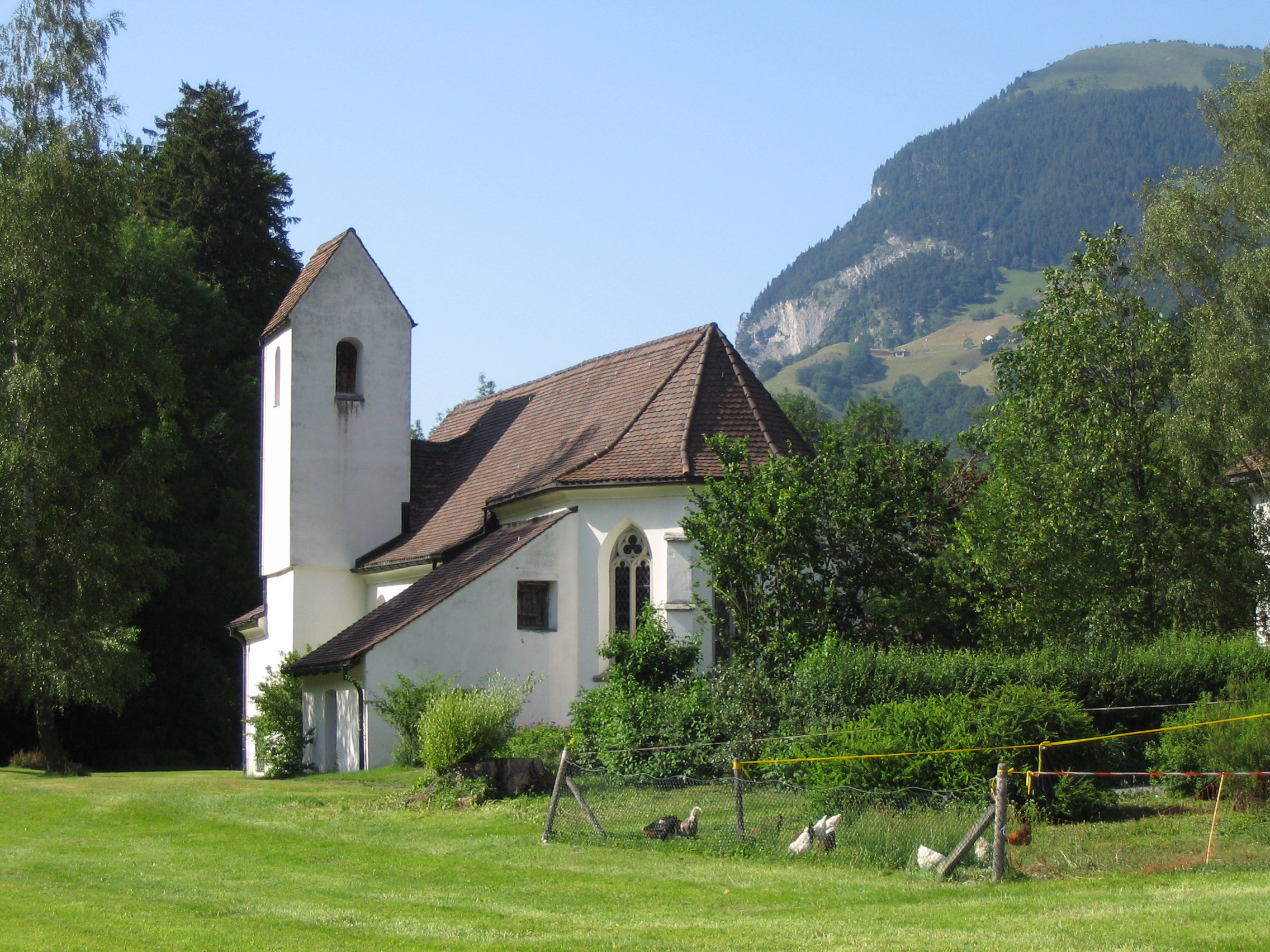
Kirche St. Luzisteig mit Guscha im Hintergrund
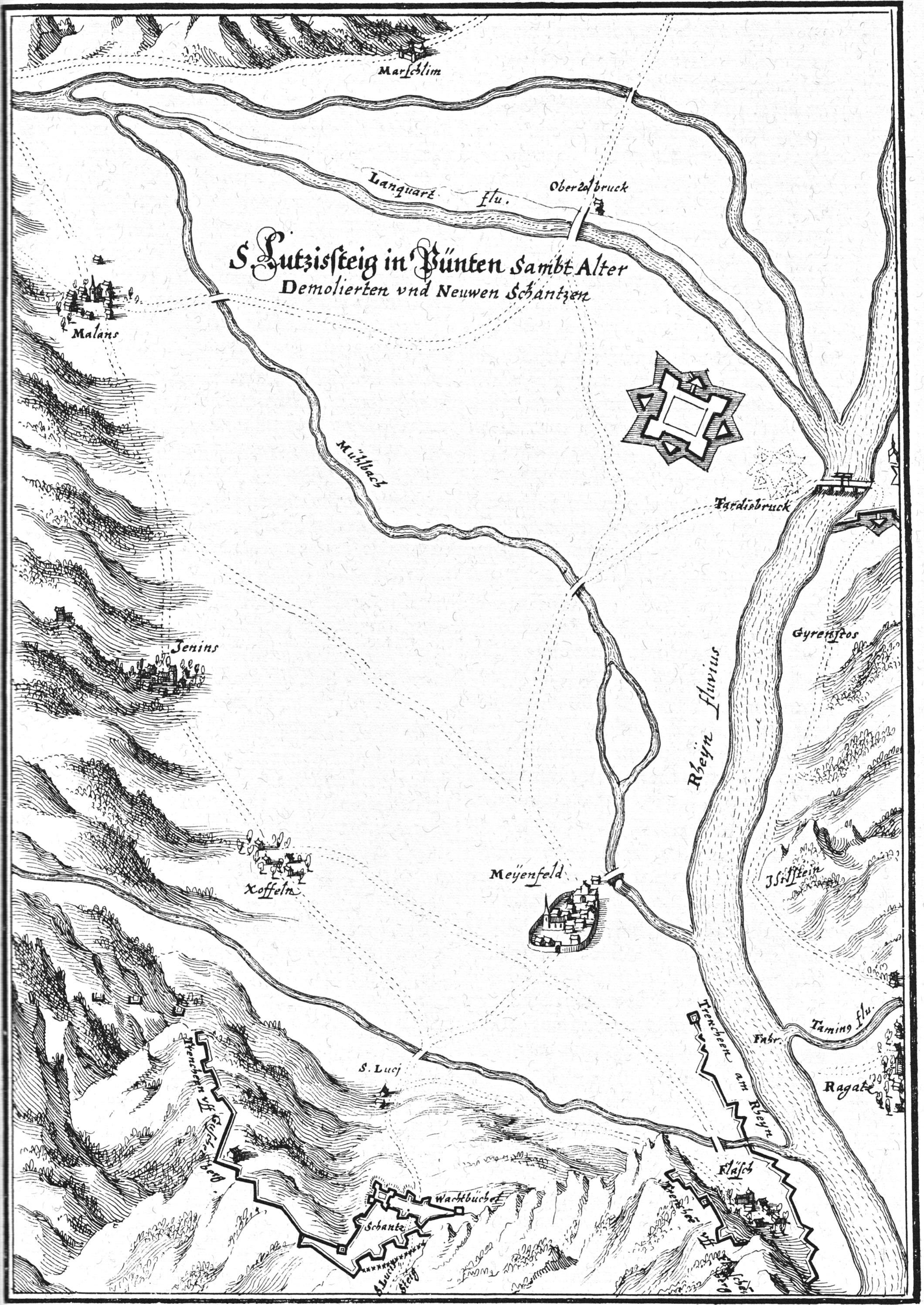
Die Situation zwischen Landquart und Luzisteig 1653, die Luzisteig am unteren Bildrand.
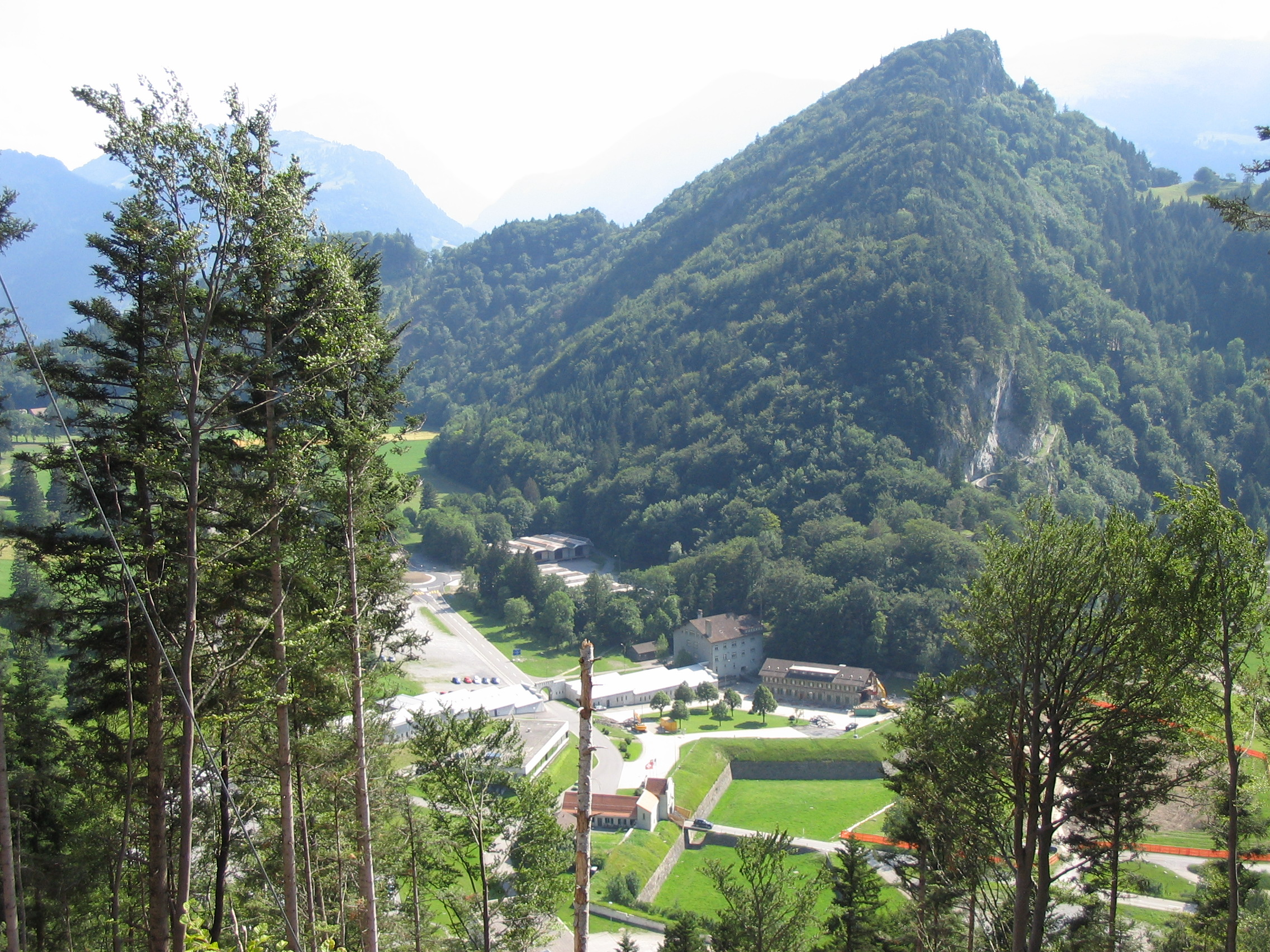
Festung St. Luzisteig vom Weg auf die Guscha aus gesehen
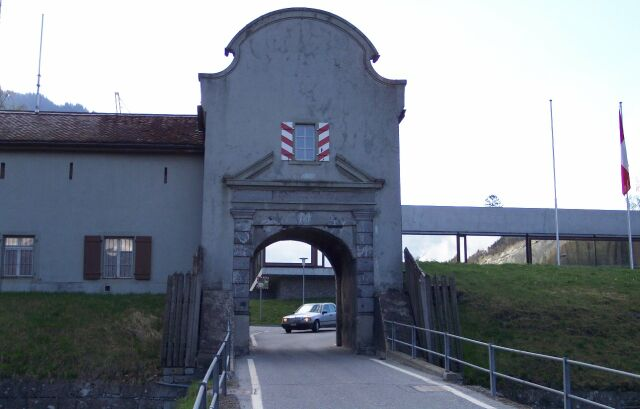
Festung Luzisteig

## Passhöhe
Die Passhöhe befindet sich in einer Exklave der Gemeinde Maienfeld. Hier steht neben einem Gasthof die Steigkirche, die erstmals 831 erwähnt wird. Der heutige gotische Bau mit spätgotischem Chor war bis zu Beginn des 15. Jahrhunderts die Mutterkirche von Maienfeld und Fläsch. Im Innern ist die Kirche mit Wandmalereien aus dem 14. und 15. Jahrhundert ausgestattet, die teilweise nur als Fragmente zu erkennen sind. Die Glasfenster von Giuseppe Scartezzini stammen aus den Jahren 1947/1949. Heute wird die kleine Kirche während des Sommers als Hochzeitskirche genutzt.